# Gare de Firminy
Gare de Firminy – stacja kolejowa w Firminy, w departamencie Loara, w regionie Owernia-Rodan-Alpy, we Francji.
Jest to stacja Société nationale des chemins de fer français (SNCF), obsługiwana przez pociągi TER Rhône-Alpes i TER Auvergne.